# Adipocera
Adipocera, grobni vosak ili mrtvački vosak (lat. adeps) predstavlja masne kiseline koje se ne mogu raspasti, a nastaju od masnih naslaga tela u raspadanju. Formira se sporom hidrolizom masti u vlažnoj zemlji i može da se pojavi i u balzamovanim i u nebalzamovanim leševima. Smatra se da ju je otkrio francuz Furkroj u 18. veku, ali ser Tomas Braun opisuje ovu tečnost 1658. Adipocera sadrži brojne bakterije koje štite leš od raspadanja. Počinje da se formira oko mesec dana posle smrti i može vekovima da ostane u zemnim ostacima. Proces formiranja adipocere se zove i „sapunifikacija“.
U muzeju „Mütter“ u Filadelfiji se nalazi „Sapunska dama“, telo izrazito debele žene koje je skoro u celosti sapunizirano.